# Sara Foster
Pour les articles homonymes, voir Foster.
Sara Michael Foster, née le 5 février 1981 à Los Angeles (Californie), est une actrice américaine notamment connue pour incarner Jen Clark dans la série télévisée 90210.

## Biographie
Sara Foster est la fille de David Foster, célèbre pianiste, compositeur et producteur canadien et de Rebecca Dyer, ancienne mannequin.
Avant de faire du cinéma, elle était mannequin.

### Vie privée
Elle est mariée avec le joueur de tennis allemand Tommy Haas. Ils ont deux filles, Valentina et Josephine.

## Filmographie partielle

### Cinéma

#### Longs métrages
- 2004 : D.E.B.S. d'Angela Robinson : Amy Bradshaw
- 2004 : La Grande Arnaque (The Big Bounce) de George Armitage : Nancy Hayes
- 2008 : Stripmovie (Bachelor Party 2: The Last Temptation) de James Ryan : Melinda
- 2008 : The Other End of the Line de James Dodson : Emory Banks
- 2011 : Demoted (Bad Boss) de J.B. Rogers : Jennifer

#### Courts métrages
- 2005 : Characters de Kevin Asch : Eileen

### Télévision

#### Séries télévisées
- 2004 : Entourage
- 2005 : Preuve à l'appui : Tammi Eldridge
- 2005 : Les Experts : Amy Maynard
- 2006 : South Beach : Arielle
- 2009 - 2012 : 90210 : Jennifer "Jen" Clark (23 épisodes)
- 2015 : Barely Famous : Sara Foster (7 épisodes)

#### Téléfilms
- 1999 : D.R.E.A.M. Team de Dean Hamilton : une mannequin